# Alchemilla goloskokovii
Alchemilla goloskokovii är en rosväxtart som beskrevs av Sergei Vasilievich Juzepczuk. Alchemilla goloskokovii ingår i släktet daggkåpor, och familjen rosväxter. Inga underarter finns listade i Catalogue of Life.